# Eat the Rich (Motörhead)
Eat the Rich (Mangia il ricco) è una canzone del gruppo musicale britannico heavy metal Motörhead.
Il brano è stato pubblicato nel 1987 in vinile 7" e 12" e ha come b-side la traccia Cradle to the Grave, mentre Just 'Cos You Got the Power è la bonus track dell'edizione vinile 12".
La title track è contenuta nell'album Rock'n'Roll ed ha fatto parte della colonna sonora del film del 1987 Mangia il ricco, con la regia di Peter Richardson.
La copertina del singolo è stata affidata al grafico Joe Petagno, autore di molte altre copertine della band.
Il famoso motto di Eat the Rich è il seguente:
C'mon baby, eat the rich
Put the bite on that son of a bitch

## Tracce
Tutte le tracce sono state scritte da Kilmister, Burston, Campbell, Taylor

### 7"
1. "Eat The Rich"
2. "Cradle To The Grave"

### 12"
1. "Eat The Rich"
2. "Cradle To The Grave"
3. "Just 'Cos You Got The Power"

## Formazione
- Lemmy Kilmister: basso, voce
- Phil Campbell: chitarra
- Würzel: chitarra
- Philty Animal Taylor: batteria